# Ovídiusz
Az Ovídiusz latin eredetű férfinév, mely az Ovidius nemzetségnévből származik, ami az ovis szóból ered, aminek a jelentése juh.

## Gyakorisága
Az 1990-es években szórványos név, a 2000-es években nem szerepel a 100 leggyakoribb férfinév név között.

## Névnapok
- május 6.[2]

## Híres Ovídiuszok
- Publius Ovidius Naso, a római költő